# Fladday
Fladday, auch Fladda, ist eine schottische Insel der Äußeren Hebriden. Sie liegt in der gleichnamigen Council Area und war historisch Teil der traditionellen Grafschaft Inverness-shire.
Die Insel ist unbewohnt. Auf der Karte der Ordnance Survey aus dem Jahre 1881 sind zwei unbedachte Gebäude auf Fladday verzeichnet. 90 Jahre später war nur noch eines der beiden Gebäude existent.

## Geographie
Fladday liegt im Nordatlantik etwa 500 Meter vor der Küste der Insel Harris. Die Insel markiert das nördliche Ende des Sound of Scarp, der zwischen Harris und der 600 Meter östlich gelegenen größeren Insel Scarp verläuft. Des Weiteren liegt sie am Ausgang des Meeresarmes Loch Resort, der sich nach Osten in die Landmasse Harris’ schneidet. Loch Resort markiert die Grenze zwischen Lewis und Harris, den beiden Teilen der Doppelinsel Lewis and Harris, womit Fladday zu den nördlichsten Punkten Harris’ gehört.
Die flache Insel ist 470 Meter lang und 350 Meter breit. Ihr höchster Punkt ragt 18 Meter über den Meeresspiegel.